# Noia
(Giacomo Leopardi, Zibaldone di pensieri, 1817-1819)

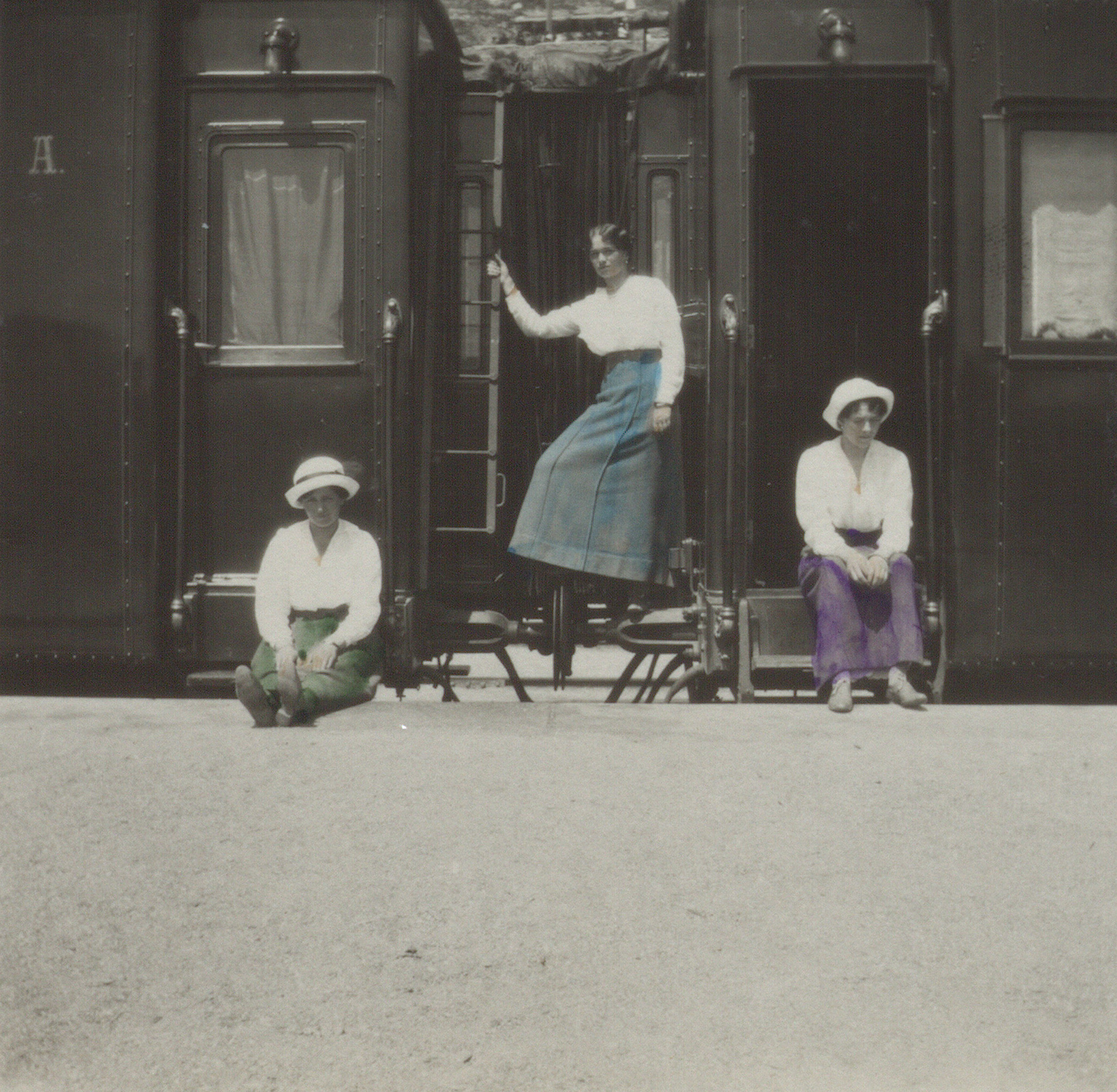
Le sorelle Maria, Olga e Tatiana Romanova in un momento di noia durante dei viaggi in Crimea, 1916.

La noia (termine derivato, come quello francese di ennui, dal latino in odio e ripreso probabilmente dal provenzale noja, enoja, enueg) è uno stato psicologico di demotivazione, temporanea o duratura, nata dall'assenza di azione, dall'ozio o dall'essere impegnato in un'attività sostenuta da stimoli che si recepiscono come ripetitivi o monotoni o, comunque, contrari a quelli che si reputano più confacenti alle proprie inclinazioni e capacità. Quando la noia assume le proporzioni di una sensazione più accentuata e dolorosa si parla di tedio (dal latino taedium derivato da taedere, sentire noia).
La noia può essere considerata la corrispondente dell'acedia, l'accidia del medioevo, un peccato capitale di cui si macchiavano coloro che, dediti alla vita contemplativa finivano per cadere nell'inerzia non operando il male ma neppure compiendo il bene.
Il sentimento della noia non si confonda con quello della malinconia, negli animi dei geni e degli artisti, alla quale la cultura occidentale, specie nel Romanticismo, assegnerà il valore di riflessione meditativa dell'animo su sé stesso. Ancora un valore positivo nel sentimento della noia definita nel sec. XX da Walter Benjamin (1892-1940) come lo stadio che precede l'attività creativa («l'uccello incantato che cova l'uovo dell'esperienza»).

## Filosofia

### Epicureismo e stoicismo
Nella filosofia il termine si trova usato genericamente nel significato di un sentimento doloroso insito nella stessa vacuità della vita e percepito, dai più riflessivi, sempre presente come taedium vitae (tedio, noia della vita). 
Nella Roma del I secolo a.C. i dibattiti sulla religione e la morale derivati dalla cultura greca cominciano a incrinare i valori tradizionali di un'aristocrazia ricca ed oziosa che diviene preda della noia.

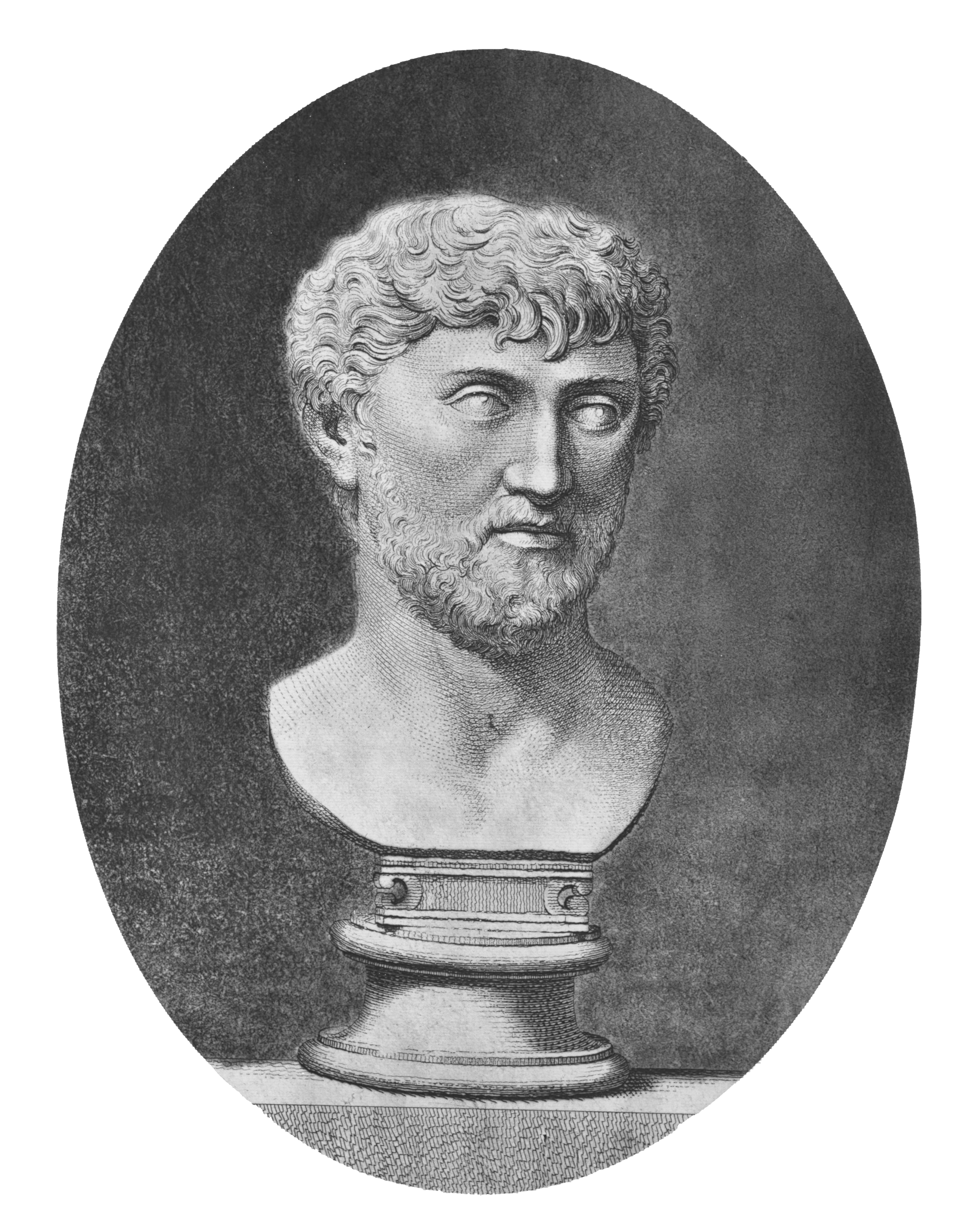
Tito Lucrezio Caro

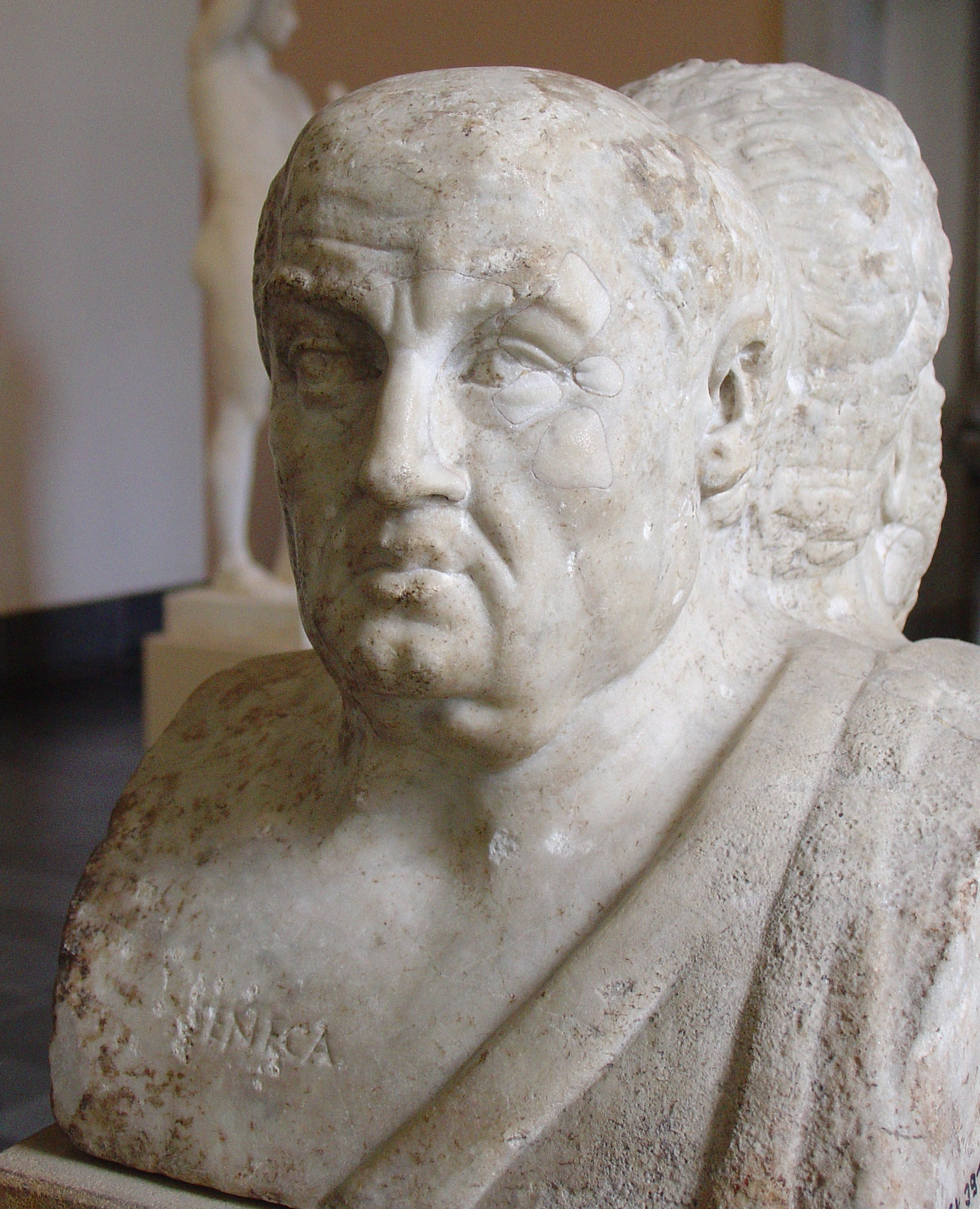
Seneca (Antikensammlung di Berlino).

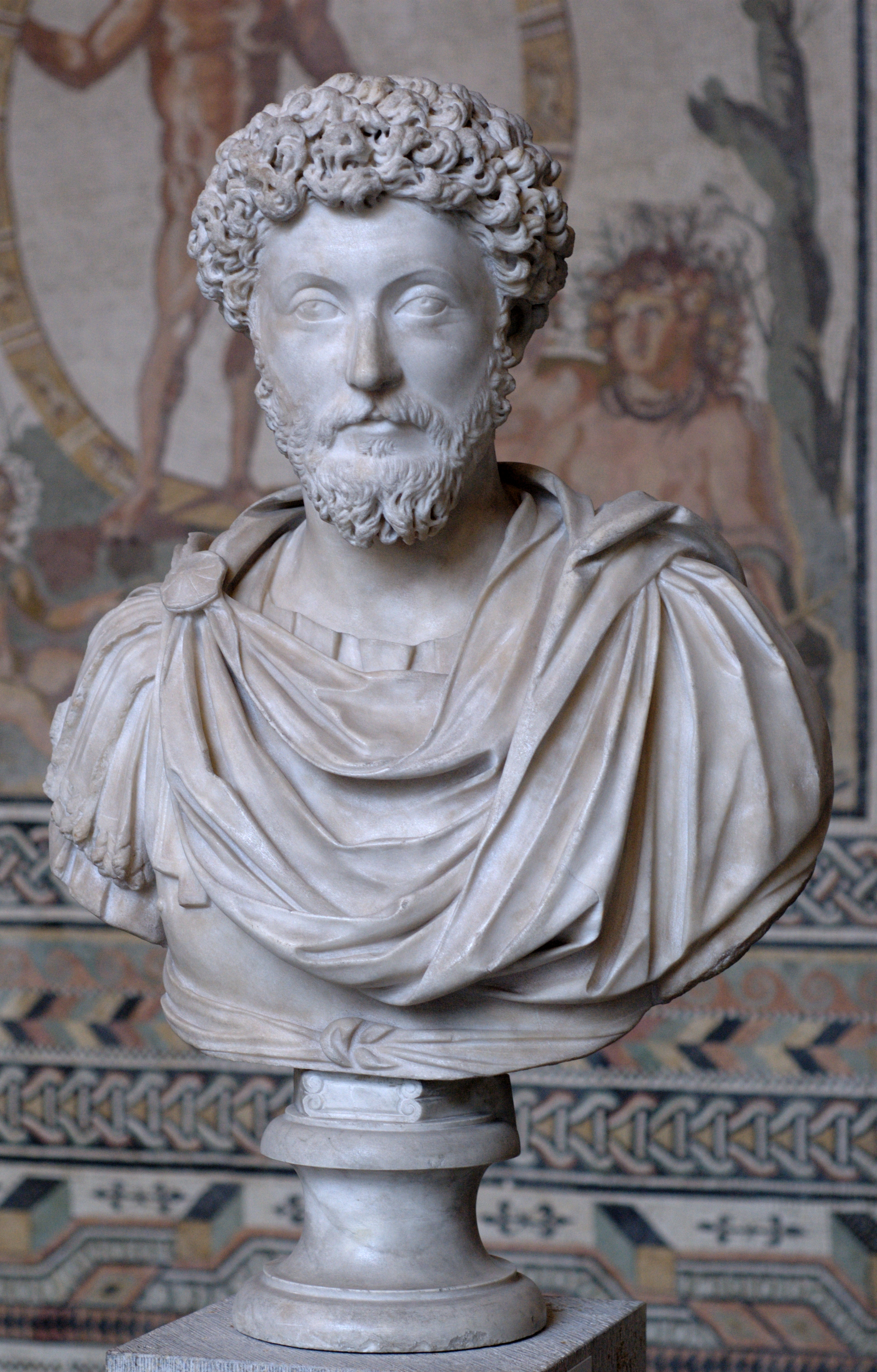
Marco Aurelio

Lucrezio, l'erede romano della visione sofferente ed angosciosa della filosofia epicurea, è testimone della fatica di vivere in un'età caratterizzata dalle guerre civili e dall'afflusso di ricchezze provenienti dalle conquiste che sviluppano l'ozio e la dissolutezza.
Osserva Lucrezio come si cerchi di fuggire dal mal di vivere, dal disgusto di sé stessi ma, così facendo, in realtà si fugge solo da sé stessi poiché si ignora la causa del proprio male, il senso della vita e il destino dopo la morte:
di mutar luogo, quasi potesse deporre il suo peso […] 

Così ciascuno fugge sé stesso, ma, a quel suo 'io', naturalmente,

come accade, non potendo sfuggire, malvolentieri gli resta attaccato,

e lo odia, perché è malato e non comprende la causa del male; […]

Infine, a trepidare tanto nei dubbiosi cimenti

quale triste desiderio di vita con tanta forza ci costringe?[…]

Inoltre, ci moviamo nello stesso giro e vi rimaniamo sempre,

né col continuare a vivere si produce alcun nuovo piacere;

ma, finché ciò che bramiamo è lontano, sembra che esso superi

ogni altra cosa; poi, quando abbiamo ottenuto quello, altro

bramiamo e un'uguale sete di vita sempre in noi avidi riarde.»
(Tito Lucrezio Caro, De rerum natura, libro III)

#### Stoicismo in Età Romana
Gli stessi temi compaiono ancora nel I secolo con Seneca
(Seneca, "De tranquillitate animi", II, 9)

Colpito dalla noia l'uomo cerca di scuotersi con un insensato attivismo che non fa altro che renderlo ancora più inquieto e consapevole dei suoi fallimenti. Per questo si isola dal mondo ritirandosi dalla vita pubblica e da quella privata. Una situazione questa che fa nascere
(Seneca, "De tranquillitate animi", II, 10)
Così l'uomo cerca di sfuggire sé stesso impegnandosi in tutto ciò che possa distrarlo e aiutarlo a superare la noia di vivere:
(Seneca, "De tranquillitate animi", II, 15)
E ancora:
(Seneca, "De tranquillitate animi", II, 6)
Questo stesso concetto si trova spesso nel II secolo nell'opera dello stoico Marco Aurelio, il quale evidenzia come la più comune malattia che colpisca l'animo sia l'insoddisfazione.

### Blaise Pascal

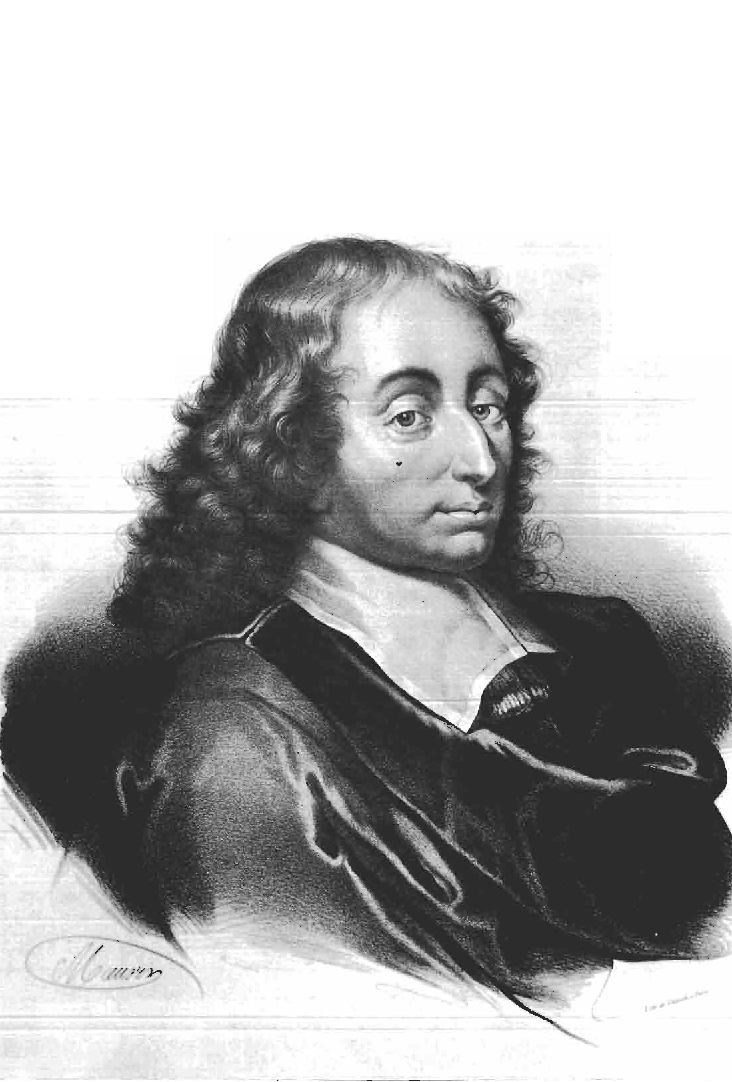
Blaise Pascal

La riflessione di Blaise Pascal sulla noia ci indirizza alle più moderne considerazioni dell'uomo che nelle sue frenetiche occupazioni diviene incapace di godere del riposo o meglio dell'otium com'era inteso dai romani: un'attività che procuri un sereno piacere interiore:
(B. Pascal, Pensieri, p. 131)
Ma spesso l'infelicità dell'uomo è semplicemente «quella di non riuscire a starsene tranquilli in una stanza.»
I molti impegni che l'uomo assume non servono a fargli superare l'essenziale infelicità della condizione umana, ma solo a stordirlo e distrarlo mentre cerca di sfuggire da sé stesso.

### Arthur Schopenhauer

Arthur Schopenauer

Nella concezione pessimistica dell'esistenza Schopenhauer vede l'alternarsi dell'inesorabile "volontà di vivere", che si esprime nel dolore, per la mancanza della soddisfazione dei desideri e delle passioni umane, e nella noia, per l'inutile possesso di beni materiali superflui e contingenti.
La volontà di vivere produce incessantemente nell'uomo bisogni che richiedono soddisfazione: desideri, che sono dunque reazione ad un senso di mancanza, di sofferenza e che quindi originano dal dolore e, insoddisfatti pienamente, causano sofferenza o noia: difficilmente infatti tutti i desideri si realizzano, e la mancata realizzazione di alcuni di essi causa un'ulteriore, più acuta sofferenza. Ma, anche quando un desiderio viene soddisfatto, il piacere che ne deriva risulta essere solo di natura negativa, soltanto, cioè, un alleviamento della sofferenza provocata da quel prepotente bisogno iniziale; bisogno che subito riappare in altra forma, pronto a pungolare con nuovi desideri l'affannata coscienza umana.
E quando pure l'uomo non viva nel bisogno fisico e nella miseria, quando nessun effimero desiderio (invidia, vanità, onore, vendetta) gli riempia i giorni e le ore, subito la noia, la più angosciosa di tutte le sofferenze, si abbatte su di lui:
«Col possesso, svanisce ogni attrattiva; il desiderio rinasce in forma nuova e, con esso, il bisogno; altrimenti, ecco la tristezza, il vuoto, la noia, nemici ancor più terribili del bisogno.»
«La vita umana è come un pendolo che oscilla incessantemente fra noia e dolore, con intervalli fugaci, e per di più illusori, di piacere e gioia... Il godimento è solo un punto di trapasso impercettibile nel lento oscillare del pendolo». La vita è quindi un alternarsi di dolore e di noia, passando per la momentanea sensazione, meramente negativa, del piacere, del non dolore.
Esistono infatti per Schopenhauer due tipi di noia: quella superficiale per cui «L'annoiato lungi dal non volere, vuole» e rimpiange la vita intensamente vissuta nella tensione. La noia infatti è la volontà che vuole se stessa com'era. Una volontà più sofisticata ma non meno tenace e sfibrante.
Ma esiste anche una noia profonda che caratterizza colui che è arrivato al termine del percorso disperato della volontà di vivere: è la noia dell'asceta e del contemplativo che non sfuggono più la noia anzi si sprofondano in essa poiché questa condizione è il primo passo del raggiungimento della «morte in vita», del rovesciamento della voluntas in noluntas.

### Søren Kierkegaard

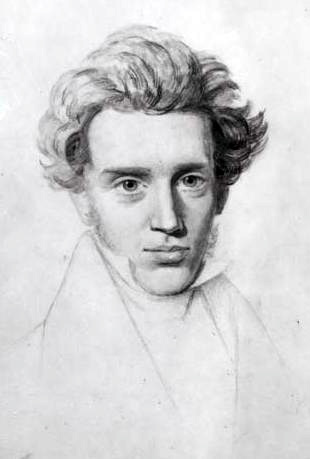
Søren Kierkegaard

Per Søren Kierkegaard il rifiuto della scelta, l'indifferenza verso i valori morali, sostituiti da quelli della bellezza e del piacere, porta l'uomo che considera il mondo come uno spettacolo da godere, a condurre la propria vita nel soddisfacimento di sempre nuovi desideri. L'esteta dunque non sceglie, ma si lascia vivere momento per momento. Si abbandona al presente fuggendo legami con il passato (rinunciando al ricordo) e con il futuro (non nutrendo alcuna speranza).
Egli vive nell'istante, cioè vive per cogliere tutto ciò che vi è d'interessante nella vita, trascurando tutto ciò che è banale, ripetitivo e meschino.
Il tipo dell'esteta è per Kierkegaard il "seduttore", rappresentato dal personaggio di Don Giovanni, il cavaliere spagnolo prototipo del libertino che non si lega a nessuna donna particolare perché vuole non scegliere: il seduttore è sciolto da ogni impegno o legame e vive nell'attimo, cercando unicamente la novità del piacere.
Ma chi non sceglie e si dedica solo al piacere cade ben presto nella noia, cioè nell'indifferenza nei confronti di tutto, perché, non impegnandosi mai, essendo affettivamente e progettualmente demotivato, in effetti non vuole profondamente e sentitamente nulla. Quando l'esteta, colto dalla noia, si ferma, cioè smette di ricercare il piacere e riflette lucidamente su se stesso, allora è assalito dalla disperazione, il frutto della noia, la "malattia mortale" che lo mette di fronte al vuoto della propria esistenza, senza senso e senza saldi riferimenti. La disperazione è il terrore del vuoto, del non essere altro che niente.

### Henri Bergson

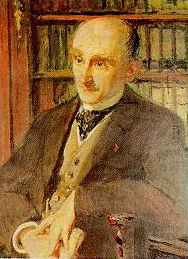
Henri Bergson

Nella sua analisi del tempo Bergson distingue il tempo della scienza, spazializzato, quantitativo e misurabile, costituito da istanti uguali tra loro, da quello definito come "durata reale" che coincide con quello della vita, quello vissuto con istanti sempre qualitativamente diversi con un loro specifico significato. Ed è proprio quando non riusciamo a dare senso al tempo che nasce quella sofferenza che chiamiamo noia che fa sì che il tempo sembri non passare mai e che certi momenti sembrino durare in eterno.
La noia è la controprova della vera realtà del tempo come una lunga durata indefinita così come il piacere segna il tempo di breve durata.
Su questa distinzione bergsoniana si basa l'analisi di Vladimir Jankélévitch che riporta la noia nell'ambito di quei sentimenti mediatori tra l'"avventura" e la "serietà", tra una vita estetica basata sull'attimo e una vita etica basata sulla durata dell'accettazione di valori regolatori dell'esistenza umana.
(Vladimir Jankélévitch, L'avventura, la noia, la serietà, Lampi di Stampa, 2000)

### Martin Heidegger
Per Heidegger tra gli «stati d'animo fondamentali» va annoverata la noia (Langeweile) che, come l'angoscia (Angst), è in grado di rivelarci l'essere nella sua autenticità.

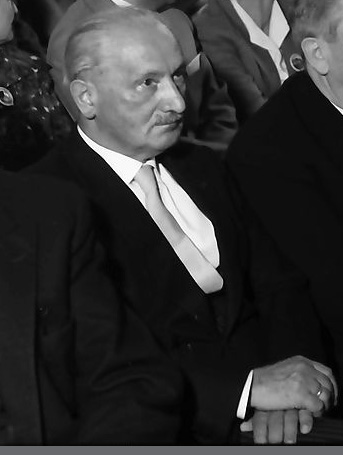
Martin Heidegger

La noia può presentarsi in diversi modi:
- «Venire annoiati da...»

È questa una noiosità semplice di cui ognuno ha fatto esperienza nella vita quotidiana. Una qualsiasi attività diventa noiosa tanto da rallentare il senso del tempo che sembra non passare mai e si è costretti ad interrompere ciò che si stava facendo e a cercare un diversivo alla noia. Si sbaglierebbe a credere che in quest'occasione la noia sia uno stato d'animo del solo soggetto che approfitta del pretesto dell'oggetto per dichiararsi annoiato ma è pur vero che non si possa assegnare all'oggetto la noiosità come una sua qualità intrinseca.
- «La caccia al divertimento...»

In una situazione noiosa invece di cercarne le cause la sfuggiamo mettendola da parte e cercando di dimenticare lei e noi stessi: «In questo non cercar altro, che per noi è ovvio, noi stessi in un certo senso ci scivoliamo via»
In tutti e due i casi l'uomo non affronta il problema della noia e cerca di sfuggirle:
- finalmente nella terza forma della noia essa ormai pervade tutta la nostra esistenza che si riduce a passività e a vuoto letargo da cui dobbiamo uscire prendendone coscienza:

(L. Fr. H. Svendsen, Filosofia della noia, Guanda, Parma 2004, p. 129)
La noia allora non è più fuga dal nostro vivere ed assume un senso produttivo: accettando il vuoto e vano non senso del mondo ne possiamo uscire prendendone coscienza e dando così un nuovo percorso alla nostra vita.

## Letteratura
Nella letteratura italiana ispirata a quella provenzale è presente la produzione di opere molto diffuse che elencavano una serie di cose moleste e noiose indicate talvolta come occasione per dare insegnamenti morali. Noto compositore di "libri di noie" fu il poeta Gherardo Patecchio di Cremona vissuto nella prima metà del XIII secolo.

### La noia in Leopardi
In ben altro senso la noia è stata lo stimolo ispiratore di alte produzioni letterarie in modo particolare nell'età romantica dove l'aspirazione a cogliere l'infinito si traduce negli spiriti forti in una continua titanica lotta per il suo raggiungimento mentre in altri, più fragili nella loro sensibilità, il fallimento di questo obiettivo li porta un ripiegamento malinconico su sé stessi e al riconoscimento della vacuità umana che si vorrebbe rifiutare e di cui la noia è segno:
(Giacomo Leopardi, Pensieri, LXVIII)
In una lettera del 1817 indirizzata al letterato Pietro Giordani Leopardi conferma questo suo sentimento che chiama il "vizio dell'absence" intendendolo come un suo difetto, una sua malattia spirituale che lo porta a non saper accettare il mondo così com'è nella sua mediocrità ma a lamentare invece l'assenza, la mancanza di qualcosa per cui valga la pena vivere.

### Dal romanticismo al decadentismo
La noia attraverserà gran parte della letteratura romantica europea con Flaubert e la sua insoddisfatta Madame Bovary, con Gončarov e il suo Oblòmov abbattuto dalla noia in un'inerzia fisica e spirituale che lo condanna all'inazione e alla rinuncia verso ogni forma di impegno, sino al decadentismo delle poesie di Baudelaire che vivrà la noia come spleen, angoscia esistenziale.
In tempi più recenti la ripresa del tema esistenzialistico della perdita di significato dell'essere assume con Jean Paul Sartre il senso de La nausea che è generata da «l'Esistenza che si svela», con Albert Camus la ricerca di un profondo e autentico legame fra gli esseri umani che è reso impossibile dall'assurdo che incombe sull'esistenza umana e che può essere superato, come nell'evento descritto ne La peste, con la solidarietà ed infine con Alberto Moravia che con La noia rappresenterà lo sfacelo del mondo borghese, aggiornato e indagato attraverso il marxismo e l'esistenzialismo, ossessionato dalla noia che tenta di superare con la ricerca ossessiva di sesso e denaro.

## Psicologia
Nonostante la grande rilevanza che questo fenomeno ha assunto nella letteratura e nella filosofia, la psicologia lo ha trascurato e la psicopatologia lo ha sottovalutato riportandolo a un caso accidentale dei fenomeni macroscopici della nevrastenia, psicastenia, melanconia, depressione.
La noia può nascere come blocco difensivo dalla realtà per operare una crescita psicologica che renda più adeguato l'individuo con sé stesso e il mondo esterno. Questa è la noia "normale" che caratterizza fasi di passaggio della vita come l'adolescenza e la presenilità. Nell'ambito della "normalità" va considerata anche la "noia reattiva" determinata da cause contingenti o la "noia acuta" di breve durata.
Si entra invece nella patologia psichica con la noia non rapportabile a cause note ("noia endogena"), che si caratterizza per una lunga durata ("noia cronica"), che procura danno esistenziale e compromette i rapporti sociali.
Già nel Tardo Medioevo si poteva identificare come noia morbosa quella rappresentata dall'acedia che colpiva eremiti e cenobiti, i delusi della ricerca di una più alta spiritualità. Questo fenomeno indicato da termini diversi (accidia, melancholy, spleen, ennui) e descritto come vizio capitale, male di vivere, disturbo dell'umore, ha contrassegnato l'intera storia dell'Occidente fino ad oggi.
La psicologia distingue infine la noia dall'apatia che è un'immobilità depressiva che a volte colpisce l'organismo quando l'ambiente non viene ad essere adeguatamente assimilato dal sistema nervoso, quando cioè i segnali provenienti dall'esterno sono troppo deboli o troppo conflittuali. Si tratta di una sorta di ritiro della consapevolezza. La noia in effetti è molto più in alto nella scala delle afflizioni di quanto non lo sia l'apatia, ed è probabile che solo un sistema nervoso altamente sviluppato come quello dell'essere umano sia in grado di annoiarsi e anche all'interno della specie umana, un livello mentale per lo meno "normale" sembra debba essere il requisito essenziale. La persona "meno dotata" può provare apatia, ma non noia.